# Bondoyudo
Bondoyudo is een bestuurslaag in het regentschap Lumajang van de provincie Oost-Java, Indonesië. Bondoyudo telt 2962 inwoners (volkstelling 2010).